# 旅チャンネル
旅チャンネル（たびチャンネル）は、ディスカバリー・ジャパンがスカパー!プレミアムサービス、ケーブルテレビ向けに放送している旅番組専門チャンネルである。スカパー!プレミアムサービスの衛星一般放送事業者はスカパー・エンターテイメント。

## 概要
ジャパンイメージコミュニケーションズ（JIC）が1996年10月1日に放送を開始。日本国内・海外を問わない各地にスポットを当てた旅番組を初め、グルメ・温泉・紀行・鉄道といった旅に関連するジャンルの番組も幅広く揃えている。
NHKや各地の民放が制作した番組も購入して放送しており、逆に当チャンネルオリジナルの番組が各地の民放で放送されることもある。
2009年4月1日からはスカパー!e2（現・スカパー!）でもCh.362にて放送を開始した（開局当初から画面比16:9（1.78:1）フルサイズのSD放送）。
ハイビジョン放送は『旅チャンネルHD』の名称で、2009年4月のひかりTVを皮切りに、同年10月のスカパー!（現在の『スカパー!プレミアムサービス』）など順次開始している。
なお、ケーブルテレビでの配信事業者の一つであるJC-HITSでは、長らく同じJICが運営している『MONDO TV』との「混合編成」を行っており、時間帯を分けて一つのチャンネルで両方のチャンネルの番組を放送していた。ただし、旅チャンネル自体でも過去にMONDO TVで放送された番組を再放送している場合がある。
また、ケーブルテレビの大手チェーンであるJ:COMでは2008年5月末をもって配信を打ち切ったが2016年2月より配信を復活させた。
2010年11月1日、開局以来初めてチャンネルのロゴマークを変更。スタンプ風のものとなった。
2014年1月1日、ターナージャパンがジャパンイメージコミュニケーションズを吸収合併し、運営が移行。
2016年10月1日0時をもってスカパー!での放送が終了。同日6時よりCh.295にて『MONDO TV』が放送を開始。
2016年12月1日、スカパー!プレミアムサービスの衛星一般放送事業者がスカパー・ブロードキャスティングからスカパー・エンターテイメントに変更。
2019年4月26日、ひかりTVでの配信を再開。
2023年8月1日、日本におけるワーナー・ブラザース・ディスカバリー傘下の放送事業者並びにJCOM傘下の放送事業者再編に伴い、同日から運営（番組供給）事業者がディスカバリー・ジャパンに移管された。
2025年1月30日、MONDO TVと旅チャンネルの公式WebサイトのURLの変更を実施し、Discovery Japan ディスカバリージャパン/ディスカバリーチャンネルの公式サイトからワーナーブラザース・ディスカバリー・ジャパンのホームページに変更され、リンクされる形となった。これにより、同ホームページ内にある同チャンネルの「番組基準」も全て公表しなくなった。

## 主な番組
特記のないものはJICの自主制作。
公式サイトでは、番組ジャンルの分類が「海外」・「温泉」・「紀行」・「情報」・「鉄道」の5つに集約されている。本項でも、それにのっとり分類して列挙する。

### 海外
- 行くぞ!30日間世界一周（出演：水谷さるころ、野田真外、山本朋寛）
- 戸井十月の五大陸走破行シリーズ（北米・オーストラリア・アフリカ・南米・ユーラシアを走破）
- ちょっと贅沢!欧州列車旅行
- Asia Navi
- ALOHA!ハワイ自由旅行（出演：相楽晴子）
- Hawaiian Express
- Go!Go!アメリカ
- 世界鉄道旅行
- MOONLIGHT SERENADE in ハワイ
- 岩崎恭子の素敵な海外ビーチリゾート
- 世界の馬上から
- HawaiiローカルNEWS!
- ROUTE 66 〜栄光と哀しみのマザーロード（ナレーション：中江真司）
- 世界の船旅（BS朝日制作）
- Railway Story（WOWOW制作）
- アート・ウルフの自然写真紀行（PBS制作）
- 大人のヨーロッパ街歩き
- 高嶋政宏の旅番長シリーズ

### グルメ
- 太田和彦の居酒屋紀行シリーズ
- はんつ遠藤のラーメン探検隊シリーズ
- 片岡鶴太郎のにっぽん蕎麦紀行〜窮（きわ）められしそばの世界を求めて〜

### 温泉
- 渓谷ウォーキングと露天風呂
- 古瀬絵理の美酒と温泉
- 激得!谷隊長のお値打ち温泉宿徹底ガイド（ナビゲーター：谷隼人）
- 温泉ソムリエと行く!源泉探訪
- 元気がもらえる!5ッ星源泉宿
- 野天湯へGo!（進行は山田べにこ）
- 秘湯ロマン（テレビ朝日制作）
- 一生に一度は浸かりたい！ 世界湯めぐりの旅（ナレーション・演出：土屋大輔）

### 紀行
- 江口拓也の俺たちだって癒されたい!
- 旅打ち!パチンコがちんこ東北漂流記 〜旅費は天下の回り物〜（出演：8ボール）
- サイコロまかせ!桃鉄の旅（出演：さくまあきら、テツandトモ 他）
- 日本聖地浪漫
- 特選!美しき日本の三大風景
- 究極の美!特別名勝・日本庭園の世界
- 美女と旅打ち!
- ミシュランで旅する!再発見JAPON
- 麻世とカイヤのときめき★夫婦旅（川崎麻世・カイヤ夫妻出演）
- 照英にっぽん一人旅
- 京都雅旅
- 漁師町ぶらり〜食と笑顔を訪ねる海岸線の旅〜
- 時代劇の舞台を訪ねて 歴史風景巡り（出演：会一太郎）
- ステキな旅先散歩（出演：片岡鶴太郎）
- いい伊豆みつけた（伊豆急ケーブルネットワーク制作）
- 小さな旅（NHK制作）
- にっぽん清流ワンダフル紀行（同上）
- 田舎に泊まろう!（テレビ東京制作）
- ぶらり途中下車の旅（日本テレビ制作）
- TAKARAZUKA 美の旅人たち（TAKARAZUKA SKY STAGE・KBS京都共同製作）
- ちば見聞録（千葉テレビ制作）
- のんが行く!東北ふれあい旅（出演：のん）
- 中西圭三の朝ぶら散歩

### 情報
- 東京ディズニーリゾート関連番組
  - 夢いっぱい!東京ディズニーリゾート
  - 東京ディズニーリゾートパーフェクトガイド
  - 東京ディズニーリゾートABC
- 世界のエアラインガイド〜日本に就航している航空会社〜
- 仰天ツアー満載!レッツアーGO!（出演：デーブ・スペクター、京子・スペクター夫妻）
- 沖縄ローカルNEWS

### 鉄道
- カメラと旅する鉄道風景
- 川島令三の全国特急案内
- 徹底活用!鉄道周遊切符の旅
- 全国チンチン電車紀行（再放送）
- 町田忍の東へ西へ!私鉄沿線何だこれ?（再放送）
- 秘境駅へ行こう! → 全国秘境駅ファイルシリーズ → 秘境駅を旅する
- 日本全国SLの旅
- 日本全国駅スタンプの旅
- 鉄道ポスターの旅

## かつて放送していた番組
これらも現在、何度も再放送されている。
- ゆらら
- 地中海沿岸紀行
- 青春18きっぷの旅
- 駅弁女王と行く!全国鉄道グルメの旅
- 鉄道廃線跡の旅
- 駅弁と鉄道列島
- 舞の海の旅はちゃんこで!
- 旅打ち!我らパチンコ漂流隊（出演：鶴久政治、橋本清）
- ラーメンのある街へ 大衆食の裏路地へ（ナビゲーター：小野員裕）
- らーめん探検隊シリーズ（ナビゲーター：はんつ遠藤）
  - TheらーめんIsland北海道
  - 突撃!九州らーめん探検隊
  - 疾走!みちのくらーめん探検隊
  - らーめん探検隊 中国四国お麺路の旅
- ラブコマンダー関西へ行く〜!（MONDO21『歌舞伎町ラブコマンダー』の続編）
- 緊急独占密着!「ペ・ヨンジュン」
- 旬の北陸名湯紀行 梶原真弓が行く美湯美食の旅
- 美女と湯けむり（2010年からMONDO21で再放送）
- 旅ちゃんガイド（無料放送の番宣番組。初代MC：古瀬絵理、2代目MC：つまみ枝豆）など